# USS Triton (SS-201)
USS Triton (SS-201) – amerykański okręt podwodny z czasów drugiej wojny światowej typu Tambor. Uzyskał 11 potwierdzonych przez JANAC zatopień, o łącznym tonażu 31 788 ton.